# Deutscher Filmpreis 2011

Logo der Deutschen Filmakademie

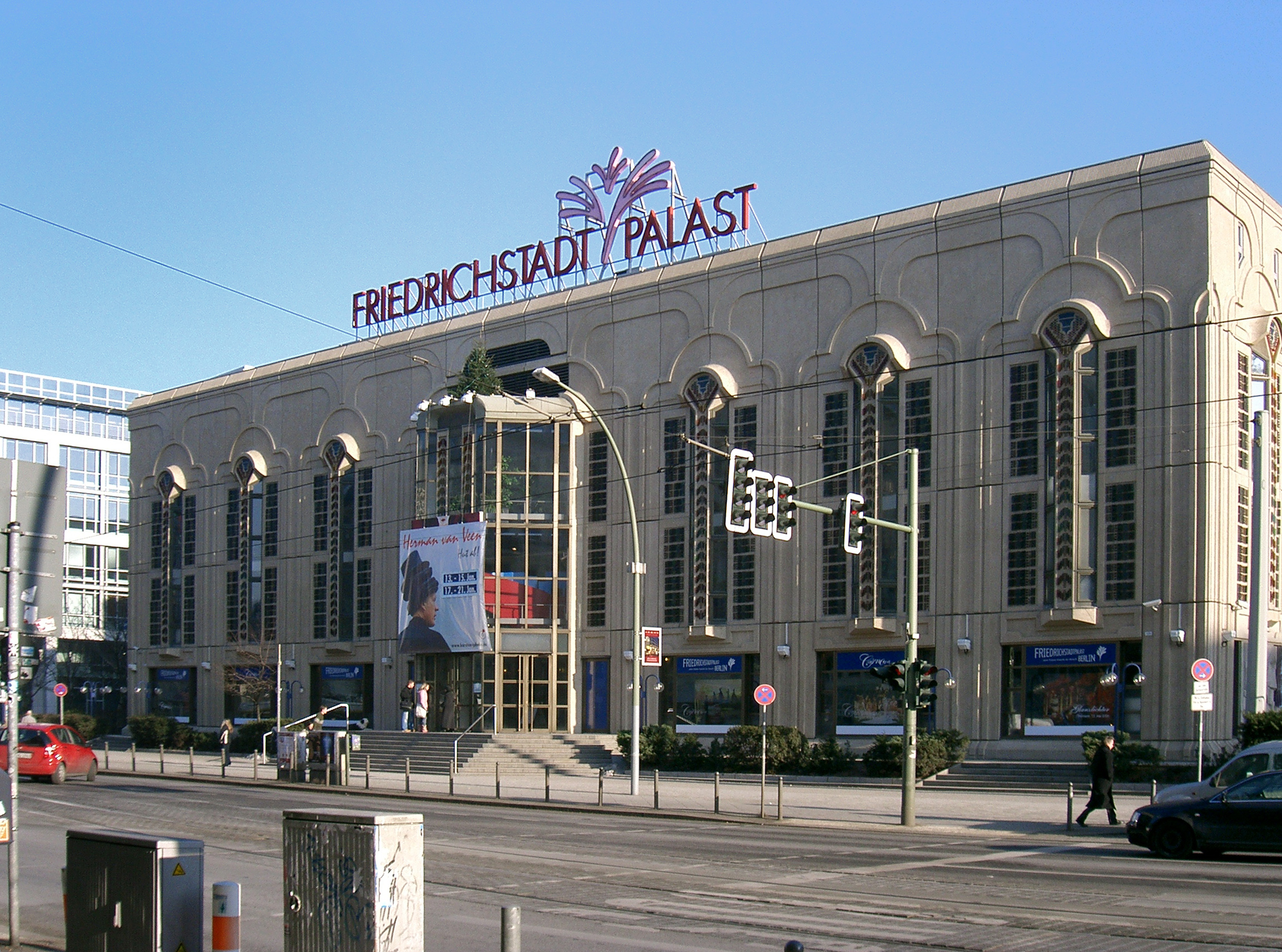
Der Friedrichstadt-Palast, Veranstaltungsort des Deutschen Filmpreises 2011

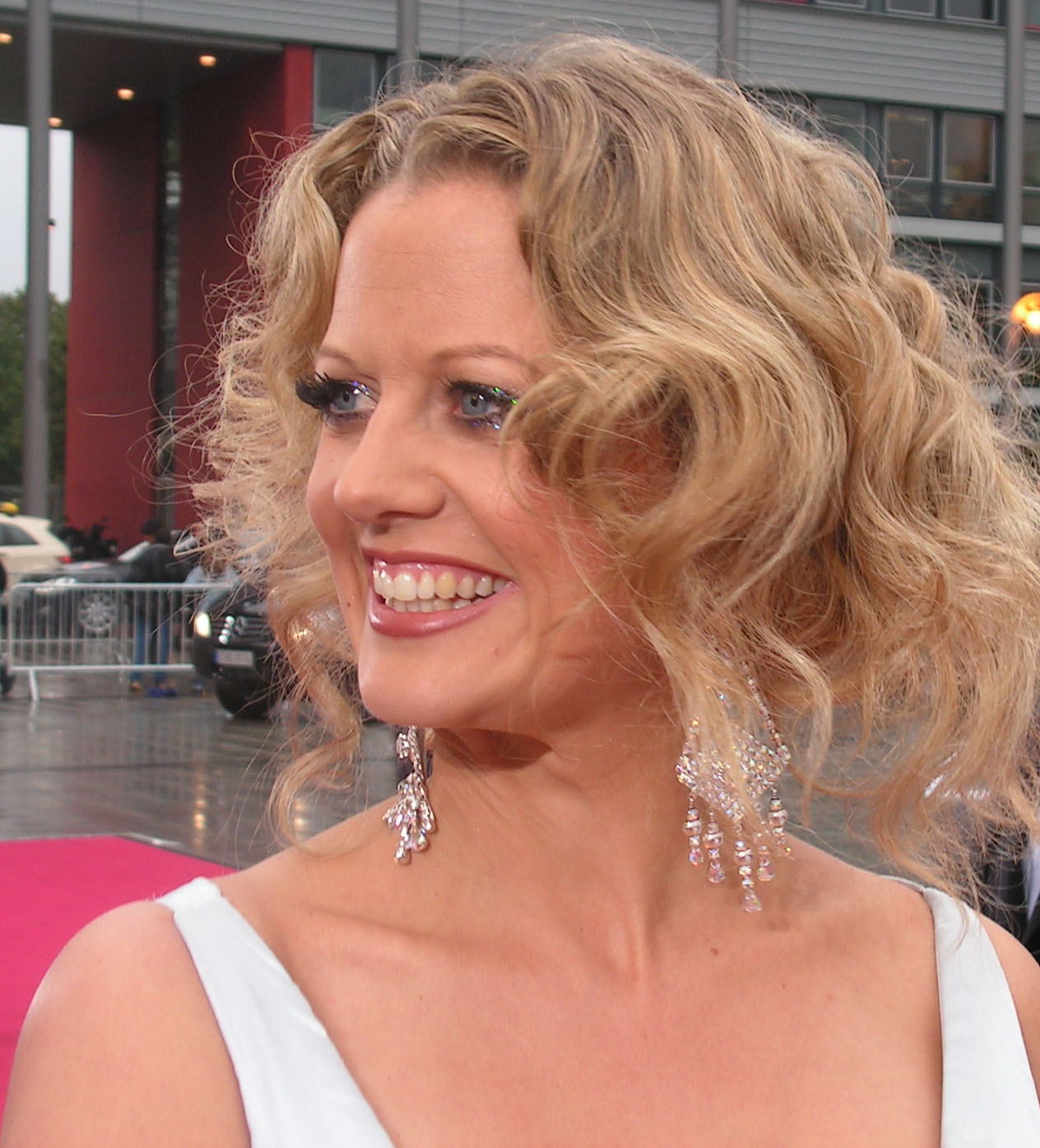
Moderatorin Barbara Schöneberger

Die 61. Verleihung des Deutschen Filmpreises Lola fand am 8. April 2011 statt. Der Deutsche Filmpreis ist mit mehr als 2,8 Millionen Euro die höchstdotierte Kulturauszeichnung Deutschlands und wird von der 2003 gegründeten Deutschen Filmakademie in 16 Kategorien vergeben. Die Preisverleihung fand im Berliner Friedrichstadt-Palast statt und wurde wie in den Vorjahren von Barbara Schöneberger moderiert.
Die Nominierungen waren am 11. März 2011 von der Präsidentin der Filmakademie, der Schauspielern Iris Berben, den Vorstandsmitgliedern Burghart Klaußner und Christiane Paul sowie dem Beauftragten der Bundesregierung für Kultur und Medien Bernd Neumann bekanntgegeben worden. Als Favorit ging Tom Tykwers Drei ins Rennen um die Lola. Die romantische Komödie konnte drei seiner sechs Nominierungen in Siege umsetzen (Beste Regie, Beste weibliche Hauptrolle, Bester Schnitt), unterlag in der Kategorie Bester Spielfilm aber Ralf Huettners Tragikomödie Vincent will Meer. Die Geschichte um einen an Tourette-Syndrom leidenden jungen Mann (gespielt von Florian David Fitz) erhielt auch den Preis für den besten männlichen Hauptdarsteller. Den Filmpreis in Silber gewann Yasemin Şamderelis Almanya – Willkommen in Deutschland. Die Komödie, die auch den Drehbuchpreis erhielt, thematisiert die Frage der Heimat und Identität türkischer Gastarbeiter in Deutschland. Mit dem Filmpreis in Bronze wurde Andres Veiels Spielfilmdebüt Wer wenn nicht wir geehrt, das im Vorfeld fünf Nominierungen erhalten hatte. Erfolgreichster Film des Abends war Chris Kraus’ Historienfilm Poll, der zwar nicht in der Kategorie Bester Spielfilm nominiert war, aber vier Auszeichnungen in Nebenkategorien erhielt.
Mit dem Ehrenpreis für hervorragende Verdienste um den deutschen Film wurde der Drehbuchautor Wolfgang Kohlhaase ausgezeichnet.
Während der Verleihung gaben Iris Berben und Bernd Neumann die Schaffung einer neuen Preiskategorie bekannt. Der undotierte „Bernd Eichinger Preis“ wird seit 2012 Filmschaffende oder Filmteams auszeichnen, die Produktionen im Sinne Eichingers realisieren.

## Auswahlverfahren
Berücksichtigt wurden Filme, die zwischen dem 1. Dezember 2009 und dem 10. März 2011 eine reguläre kommerzielle Auswertung im Kino hatten und die eine „erhebliche deutsche kulturelle Prägung“ aufweisen. Ein Film hat gemäß dem Reglement dann eine erhebliche deutsche kulturelle Prägung, wenn er in deutscher Sprache produziert wurde, der Regisseur oder der Produzent Deutscher oder dem deutschen Kulturkreis zuzurechnen ist oder eine deutsche Produktionsfirma maßgeblich an der Finanzierung des Films beteiligt ist.
Zur Vorauswahl der Nominierungen waren drei getrennte Jurys benannte worden, die sich aus Mitgliedern der Deutschen Filmakademie, des Deutschen Bundestages und einem externen Branchenmitglied zusammensetzten. Es waren 20 Spielfilme, elf Dokumentarfilme und vier Kinderfilme sowie weitere Einzelleistungen aus Spielfilmen benannt worden, aus denen anschließend die rund 1200 Mitglieder der Akademie die Nominierungen in 16 Kategorien wählten.

## Preisträger und Nominierungen

### Bester programmfüllender Spielfilm
präsentiert von Iris Berben und Bernd Neumann
| Auszeichnung        | Filmtitel                           | Produktion                                                                           |
| ------------------- | ----------------------------------- | ------------------------------------------------------------------------------------ |
| Filmpreis in Gold   | Vincent will Meer                   | Harald Kügler, Viola Jäger – Olga Film, Regie: Ralf Huettner                         |
| Filmpreis in Silber | Almanya – Willkommen in Deutschland | Andreas Richter, Ursula Woerner, Annie Brunner – Roxy Film, Regie: Yasemin Şamdereli |
| Filmpreis in Bronze | Wer wenn nicht wir                  | Thomas Kufus – zero one film, Regie: Andres Veiel                                    |

Außerdem nominiert:
- Drei – Produktion: Stefan Arndt, Regie: Tom Tykwer
- Der ganz große Traum – Produktion: Anatol Nitschke, Raoul B. Reinert, Regie: Sebastian Grobler
- Goethe! – Produktion: Christoph Müller, Helge Sasse, Regie: Philipp Stölzl

### Bester programmfüllender Dokumentarfilm
präsentiert von Wladimir Klitschko
Pina – Produktion: Wim Wenders, Gian-Piero Ringel – Neue Road Movies – Regie: Wim Wenders
- Kinshasa Symphony – Produktion: Stefan Pannen, Holger Preuße

### Bester programmfüllender Kinderfilm
präsentiert von Christiane Paul
Chandani und ihr Elefant – Produktion: Arne Birkenstock, Helmut G. Weber – Fruitmarket Kultur und Medien, Tradewind Pictures – Regie: Arne Birkenstock
- Konferenz der Tiere – Produktion: Reinhard Klooss, Holger Tappe

### Beste darstellerische Leistung – männliche Hauptrolle
präsentiert von Sibel Kekilli
Florian David Fitz – Vincent will Meer
- August Diehl – Wer wenn nicht wir
- Alexander Fehling – Goethe!

### Beste darstellerische Leistung – weibliche Hauptrolle
präsentiert von Rea Garvey, Michael Mittermeier, Xavier Naidoo und Sasha
Sophie Rois – Drei
- Bernadette Heerwagen – Die kommenden Tage
- Lena Lauzemis – Wer wenn nicht wir

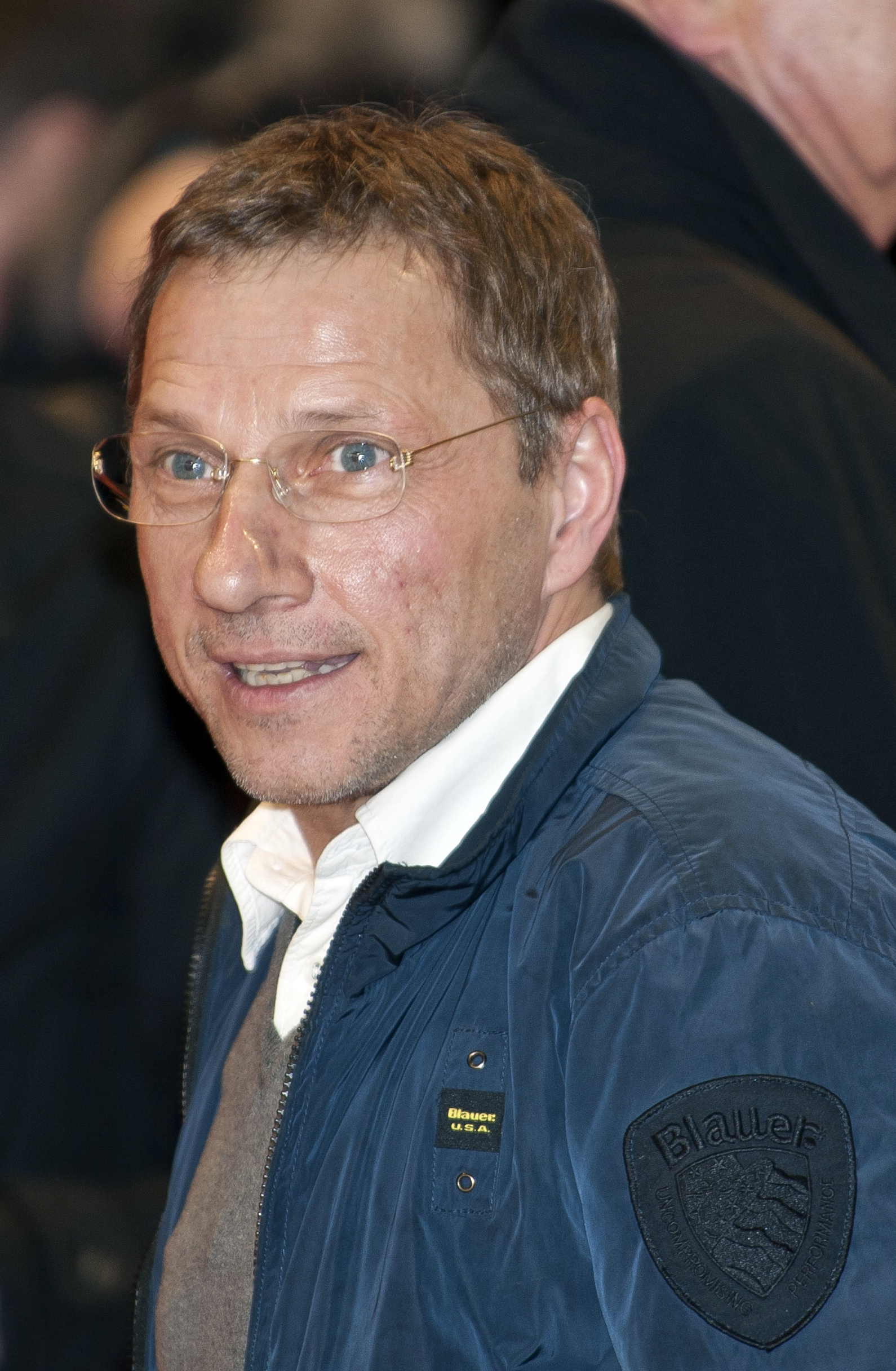
Ausgezeichnet für die beste männliche Nebenrolle: Richy Müller

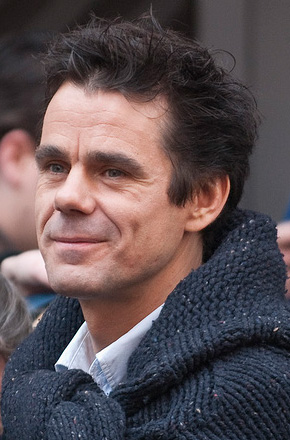
Bester Regisseur: Tom Tykwer

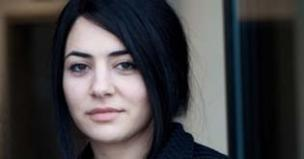
Bestes Drehbuch: Nesrin Şamdereli

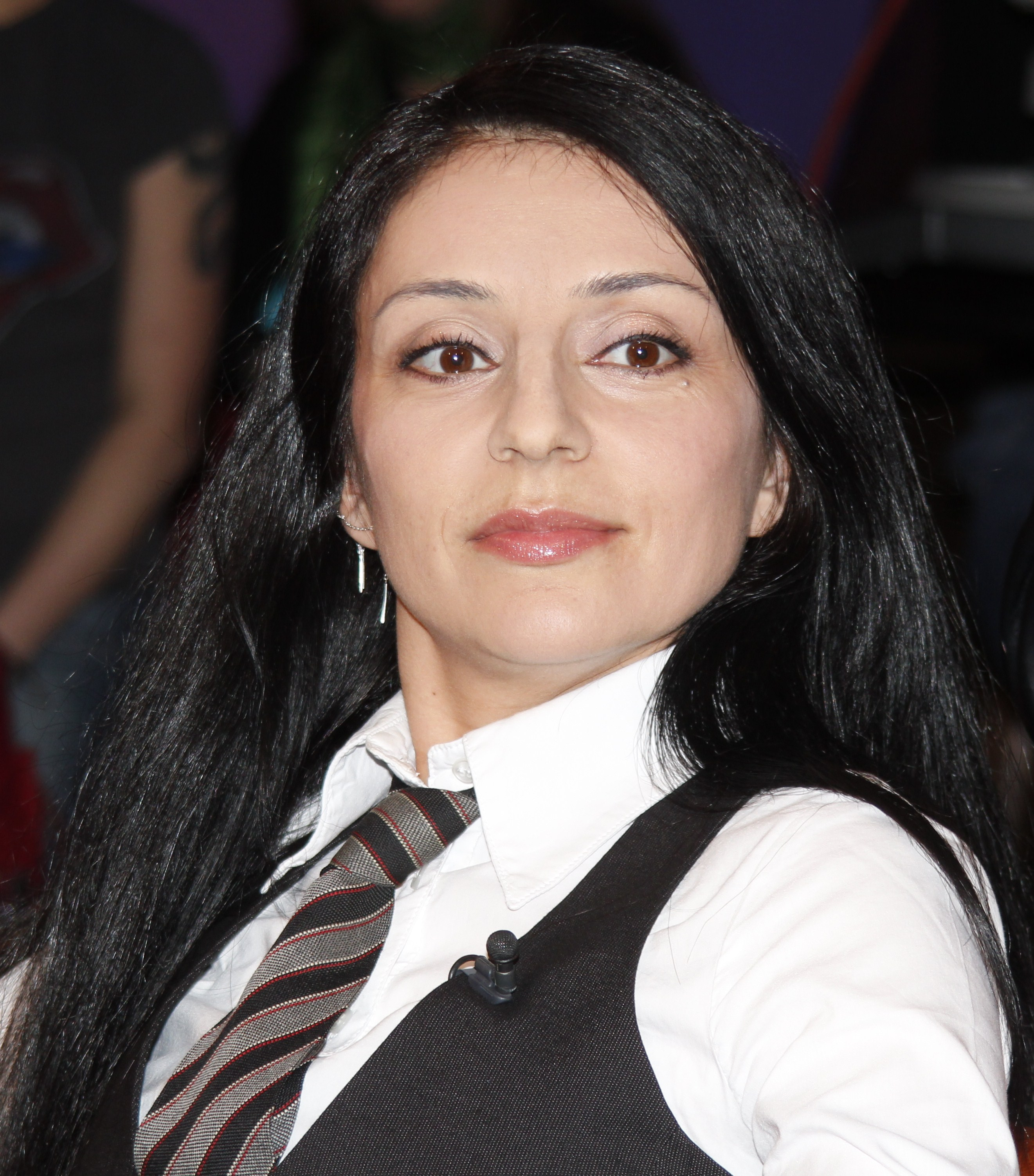
Bestes Drehbuch: Yasemin Şamdereli, Regisseurin des mit der Lola in Silber ausgezeichneten Films Almanya – Willkommen in Deutschland

### Beste darstellerische Leistung – männliche Nebenrolle
präsentiert von Karoline Herfurth, Edgar Selge, Maryam Zaree und Barbara Schöneberger
Richy Müller – Poll
- Vedat Erincin – Shahada
- Heino Ferch – Vincent will Meer

### Beste darstellerische Leistung – weibliche Nebenrolle
präsentiert von Heino Ferch, Nico Hofmann, Matthias Matschke und Barbara Schöneberger
Beatriz Spelzini – Das Lied in mir
- Meret Becker – Boxhagener Platz
- Katharina Müller-Elmau – Vincent will Meer

### Beste Regie
präsentiert von August Diehl, Alexander Fehling und Florian David Fitz
Tom Tykwer – Drei
- Florian Cossen – Das Lied in mir
- Wim Wenders  – Pina

### Bestes Drehbuch
präsentiert von Heike Makatsch
Nesrin Şamdereli, Yasemin Şamdereli – Almanya – Willkommen in Deutschland
- Miraz Bezar – Min dît
- Florian David Fitz – Vincent will Meer

### Beste Kamera/Bildgestaltung
präsentiert von Wim Wenders
Daniela Knapp – Poll
- Matthias Fleischer – Das Lied in mir
- Martin Langer – Der ganz große Traum

### Bester Schnitt
präsentiert von Heike Makatsch
Mathilde Bonnefoy – Drei
- Ueli Christen – Wir sind die Nacht
- Hansjörg Weißbrich – Wer wenn nicht wir

### Bestes Szenenbild
präsentiert von Wim Wenders
Silke Buhr – Poll
- Christian M. Goldbeck – Wer wenn nicht wir
- Udo Kramer – Goethe!

### Bestes Kostümbild
präsentiert von Barbara Schöneberger
Gioia Raspé – Poll
- Monika Jacobs – Der ganz große Traum
- Thomas Oláh – Jud Süß – Film ohne Gewissen

### Bestes Maskenbild
präsentiert von Barbara Schöneberger
Kitty Kratschke, Heike Merker – Goethe!
- Björn Rehbein – Jud Süß – Film ohne Gewissen
- Susana Sánchez – Poll

### Beste Filmmusik
präsentiert von Helge Schneider
Matthias Klein – Das Lied in mir
- Heiko Maile – Wir sind die Nacht
- Tom Tykwer, Johnny Klimek, Reinhold Heil, Gabriel Isaac Mounsey – Drei

### Beste Tongestaltung
präsentiert von Helge Schneider
Ansgar Frerich, Sabine Panossian, Niklas Kammertöns – Pianomania
- Manfred Banach, Christian Conrad, Tschangis Chahrokh – Jerry Cotton
- Frank Kruse, Matthias Lempert, Arno Wilms – Drei

### Ehrenpreis für herausragende Verdienste um den deutschen Film
präsentiert von Henry Hübchen, Renate Krößner, Andreas Schmidt und Nadja Uhl
Wolfgang Kohlhaase